# Rete tranviaria di Darmstadt
La rete tranviaria di Darmstadt (in tedesco Straßenbahn Darmstadt) è un sistema di trasporti tranviari situato nella città tedesca di Darmstadt. Gestita dalla compagnia HAEG.

## Rete
La rete attuale consta di 10 linee urbane, gestite dalla HEAG. Le linee urbane in esercizio sono:
| Linea | Percorso          | Percorso                             | Percorso                                    |
| ----- | ----------------- | ------------------------------------ | ------------------------------------------- |
| 1     | Hauptbahnhof      | ↔ Rhein-/Neckarstr. ↔                | Eberstadt                                   |
| 2     | Hauptbahnhof      | ↔ Luisenplatz ↔                      | Università tecnica di Darmstadt, Lichtwiese |
| 3     | Hauptbahnhof      | ↔ Willy-Brandt-Platz ↔ Luisenplatz ↔ | Lichtenbergschule                           |
| 4     | Griesheim         | ↔ Luisenplatz ↔                      | Kranichstein                                |
| 5     | Böllenfalltor     | ↔ Luisenplatz ↔                      | Kranichstein                                |
| 6     | Arheilgen         | ↔ Merck ↔ Luisenplatz ↔ Eberstadt ↔  | Alsbach                                     |
| 7     | Lichtenbergschule | ↔ Luisenplatz ↔                      | Eberstadt                                   |
| 8     | Arheilgen         | ↔ Merck ↔ Luisenplatz ↔ Eberstadt ↔  | Alsbach                                     |
| 9     | Griesheim         | ↔ Luisenplatz ↔                      | Böllenfalltor                               |
| 10    | Griesheim         |                                      | Hauptbahnhof                                |